# L'Instant X
(Mylène Farmer in L'instant X)
L'Instant X è il secondo singolo tratto dall'album Anamorphosée della cantautrice francese Mylène Farmer, pubblicato il 12 dicembre 1995.
Il singolo è una delle hit storiche della cantante, messa a fianco di tormentoni come Sans contrefaçon o C'est une belle journée. Uscito una settimana prima del Natale del 1995, il singolo impazza nelle radio francesi grazie anche al ritornello "prenatalizio" dedicato a questo ambiguo Babbo Natale.
Raggiunge la sesta posizione nella classifica dei singoli francesi e ha venduto complessivamente 250.000+ copie. È certificato rispettivamente disco d'argento per 125.000+ e disco d'oro per le 250.000+ copie vendute solo in Francia.

## Videoclip
Nel video clip, diretto da Marcus Nispel, Mylène appare in cielo immersa tra la schiuma mentre la città di New York vive il tragico momento dell'apocalisse che avverrà tramite un'inondazione di schiuma.

## Versioni ufficiali
1. L'Instant X (Single Version) (4:10)
2. L'Instant X (Album Version) (4:45)
3. L'Instant X (Have an Instant X Mix) (7:10)
4. L'Instant X (Ramon Zenker Club Dub Re-Mix ) (5:35)
5. L'Instant X (Ramon Zenker Groove Trop Re-mix) (5:24)
6. L'Instant X (The X key by One-T) (3:43)
7. L'Instant X (Santa's Hard Re-x-mix) (6:05)
8. L'Instant X (Version Live 96) (9:41)
9. L'Instant X (Version Live 09) (4:54)